# Річка Рафт
Річка Рафт, довжиною 174 км, притока річки Снейк, розташована на півночі Юти та півдні Айдахо в США. Це частина басейну річки Колумбія .

## курс
Витоки річки Рафт знаходяться переважно на східній стороні гір Альбіон, на південний схід від Оклі, штат Айдахо. Але його притока Клір-Крік також витікає з північної сторони гір Рафт-Рівер у Юті, а стік із сусіднього хребта Граус-Крік також впадає в річку Рафт. Частини гір Блек Пайн і Саблет також знаходяться у вододілі річки. Річка зазвичай тече на північ, щоб вливається у річку Снейк в окрузі Кассія, штат Айдахо.

## Вододіл
Дренажний басейн річки Рафт включає чотири відділи національного лісу Сотут і становить приблизно 3901 км2, з яких приблизно 95% загальної площі знаходиться в Айдахо.

## Історія
Річка названа на честь того факту, що піонери Орегонського шляху перетинали річку на плотах, оскільки вона часто розливалася внаслідок будівництва бобрових дамб . 
Орегонський шлях перетинав річку Рафт приблизно в 3 км на південь від траси Інтерстейт 86 . На вершині обриву над Рафт-Рівер відбулося «розходження шляхів». Орегонський шлях йшова на захід, а Каліфорнійська стежка - на південь. Могили тих, хто загинув від смертельних поранень у Massacre Rocks, можна знайти в тому ж районі вздовж річки. Різанина Кларка 1851 року сталася біля самої річки Рафт.

## Дивіться також
- Список річок Айдахо
- Список найдовших потоків Айдахо
- Список річок штату Юта
- Притоки річки Колумбія